# Каннинг (Новая Шотландия)
Каннинг (англ. Canning) — деревня, расположенная на северо-востоке графства Кингс, Новой Шотландии, Канада. Деревня расположена на пересечение дорог 221 и 358.

## История
Первоначально этот район был заселен акадийцами, изгнанными в 1755 году во время изгнания акадийцев. После акадийцев Каннинг, сначала называвшийся Apple Tree Landing (досл.: «Приземление яблони»), а затем Habitant Corner (досл.: «Обитаемый уголок»), был заселен в 1760 году плантаторами Новой Англии и голландцами после Второй мировой войны. Нынешнее название было принято в честь премьер-министра Великобритании Джорджа Каннинга.
Хотя в последние годы значение Каннинга значительно уменьшилось, он когда-то был крупным центром судостроения, а также судоходным и железнодорожным узлом для фермеров округа Кингс. Торговцы и фермеры основали железную дорогу Корнуоллис-Вэлли, которая работала с 1889 по 1961 год и соединяла деревню с магистралью Атлантической железной дороги Доминиона в Кентвилле. Деревня пережила три крупных пожара в 1866, 1868 и 1912 годах.

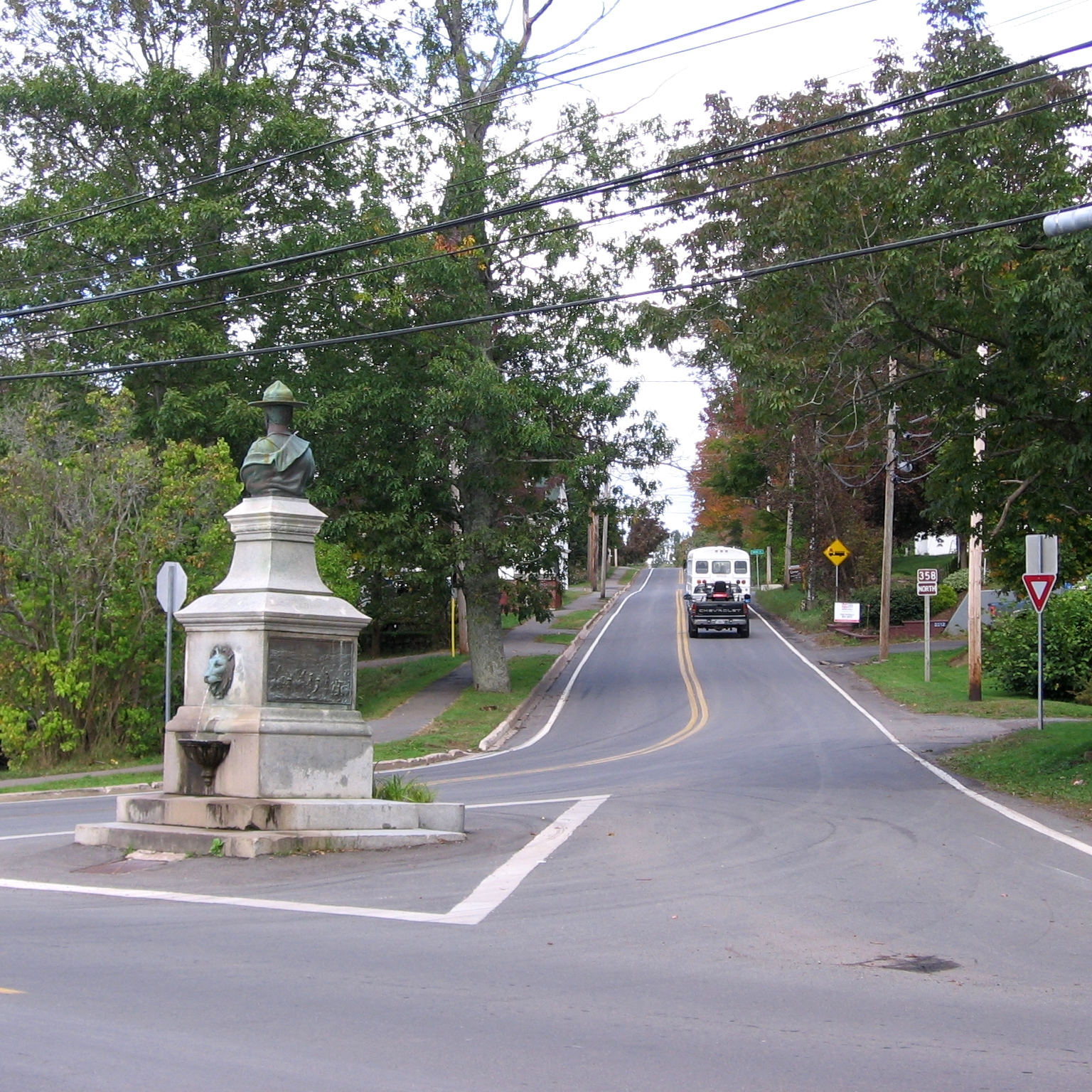
Памятник Гарольду Бордену в Каннинге

У канадского парламентария сэра Фредерика Уильяма Бордена был дом в Каннинге. Двоюродный брат сэра Роберта Бордена, сэр Фредерик был министром милиции до Первой мировой войны. В Каннинге есть видная статуя самого известного канадского жертвы Второй англо-бурской войны Гарольда Лотропа Бордена, сына сэра Фредерика. Он погиб в битве при Витпорте.
Каннинг также был домом для кантри-певца Уилфа Картера. В 1978 году он стал почетным гражданином Каннинга. Картер родился в Порт-Хилфорде в Новой Шотландии, но провел большую часть своего детства, работая и посещая деревню и окружающие ее сельскохозяйственные угодья.
В деревне находится начальная школа Glooscap, в которой обучается более 200 учащихся, и Образовательный центр Northeast Kings (NKEC), школа, в которой обучается около 920 учеников. NKEC является первой школой, назначенной AP Capstone, в Новой Шотландии и первой в мире, предлагающей виртуальную программу AP Capstone.
Маяк Каннинга был построен в 1904 году для обслуживания порта Борденс-Уорф. Он был восстановлен в 1990-х годах, после более чем 50 лет неиспользования, и использовался деревней как туристический информационный центр. В 2003 году он был перенесен на новое место на берегу реки Хабитант за небольшим деревенским музеем, где его верхняя часть была перестроена студентами NKEC.

## Демография
По данным переписи населения 2021 года, проведенной Статистическим управлением Канады, в Каннинге проживало 716 человек, проживающих в 311 из 327 частных домов.−2,1% от его населения в 2016 году, составлявшего 731 человек. С земельным участком 1,86 км² (0,72 миля²), плотность населения составляла 384,9 чел./км² в 2021 году.

## Достопримечательности
- Бигелоу Трейл
- Провинциальный парк Blomidon Look-off
- Брюс Спайсер Парк
- Glooscap Arena — место проведения местных хоккейных матчей.
- The Look Off
- Мемориальная библиотека Мерритта Гибсона
- Провинциальный парк Скотс-Бей